# Shimamura Hayao
Shimamura Hayao est un nom japonais traditionnel ; le nom de famille (ou le nom d'école), Shimamura, précède donc le prénom (ou le nom d'artiste).
Le baron Shimamura Hayao (島村 速雄) (21 septembre 1858 - 8 juillet 1923) est un maréchal de la marine impériale japonaise.

## Biographie
Né dans la province de Tosa (actuelle préfecture de Kōchi), Shimamura entre dans la 7e promotion de l'académie navale impériale du Japon après la guerre de Boshin. Finissant premier sur 30 cadets en 1880, il devient aspirant sur la corvette Tsukuba, enseigne sur le cuirassé Fusō (en), et sous-lieutenant sur la corvette Asama.
Sélectionné pour un poste à l'État-major, Shimamura sert comme sous-officier durant les années 1880. Parti étudier au Royaume-Uni, il sert comme attaché militaire dans la marine britannique de 1888 à 1891. De retour au Japon, il est assigné comme officier en chef de l'artillerie sur le vapeur de combat Kato Maru (en). Il est promu capitaine de corvette en 1894.
Durant la première guerre sino-japonaise, Shimamura est assigné comme officier d'État-major de la « flotte permanente » d'août 1894 à avril 1895 et il participe à l'élaboration de la formation en colonnes durant les batailles. Il est plus tard blessé à bord du croiseur Matsushima (en) lors de la bataille du fleuve Yalou le 17 septembre 1894.
Shimamura sert à divers postes de l'État-major après la guerre (entre autres comme attaché naval en Italie en 1894), et se voit promu capitaine en 1899; il commande alors le croiseur Suma (en) durant la bataille de Tien-Tsin de la révolte des Boxers. De 1902 à 1903, il est capitaine du cuirassé Hatsuse (en).
Promu contre-amiral le 6 juin 1904, peu de temps avant le déclenchement de la guerre russo-japonaise, Shimamura devient chef d'État-major de la 1re flotte. Aux commandes de la seconde division de bataille de la 2e flotte, Shimamura est à bord de son navire amiral, le croiseur Iwate durant la bataille de Tsushima le 26 mai 1905.
Après la guerre, il est assigné à la tête de la flotte d'entraînement et devient commandant de l'académie navale impériale du Japon de 1906 à 1908. Il devient commandant de l'école navale impériale du Japon de 1908 à 1909, après quoi il est commandant-en-chef de la 2e flotte de 1909 à 1911, commandant-en-chef du district naval de Sasebo de 1911 à 1914, et chef de l'État-major de la marine impériale japonaise durant la Première Guerre mondiale de 1914 à 1920. Il s'oppose d'abord au déploiement de la marine japonaise en Méditerranée au sein de l'alliance anglo-japonaise, pensant que cela affaiblirait les défenses du Japon contre la « vraie menace » que sont les États-Unis.
Promu amiral le 28 août 1915, Shimamura reçoit le titre de baron (danshaku) en 1916 selon le système de noblesse kazoku.
Après sa mort en 1923, Shimamura est promu maréchal à titre posthume. Sa tombe se trouve au cimetière d'Aoyama de Tokyo.